# Hihifo (Ha'apai)
Hihifo (traducido literalmente como Oeste en Tongano) es una localidad del distrito de Lifuka, en Tonga. Tiene una población de 710 habitantes en 2021.